# Arcos de la Sierra
Arcos de la Sierra è un comune spagnolo di 88 abitanti situato nella comunità autonoma di Castiglia-La Mancia.